# Cmentarz Chowański
Cmentarz Chowański w Moskwie (ros. Хованское кладбище) – nekropolia we wsi Sosienskoje w Nowomoskiewskim okręgu administracyjnym.
Jest to największa nekropolia znajdująca się w stolicy Rosji i jeden z największych cmentarzy w Europie. Jej nazwa pochodzi od niedalekiej wsi Nikoło-Chowanskoje. Została założona w 1972 roku, a w 1978 i 1992 dochodziło do jej rozszerzenia. Przy cmentarzu od 1988 działa krematorium. W 1997 utworzono kwaterę muzułmańską, zaś w 1998 dla ułatwienia administracji cmentarz podzielono na trzy osobne: Północny, Centralny i Zachodni. W 2016 na terenie cmentarza powstała cerkiew św. Jana Chrziciela z kaplicami św. Włodzimierza i św. Mikołaja oraz osobna kaplica Włodzimierskiej Ikony Matki Bożej.
14 maja 2016 doszło do starcia grup imigrantów z Azji Środkowej zajmujących się pracami porządkowymi na cmentarzu na tle podziału stref wpływów. W zamieszkach wzięło udział ponad 200 osób, z których trzy zginęły, a ponad 30 odniosło rany. Dwie kolejne osoby zginęły pod kołami samochodu, którym uciekali przed policją uczestnicy strzelaniny. Policja zatrzymała około 100 awanturników. Dwóch uczestników bójki otrzymało wyrok 15 lat więzienia, siedmiu deportowano z Rosji, kilkunastu, w tym były dyrektor cmentarza Jurij Czabujew, otrzymało niższe wyroki więzienia.